# Rotació triennal
La rotació triennal era un sistema de cultiu propi de l'Europa Atlàntica durant l'edat mitjana. Es basava en la següent successió: en el camp de cultiu d'un cereal d'hivern el primer any, s'hi conreava un cereal de primavera el segon any i el tercer any era de guaret. Es va donar a l'Edat Mitjana, ja que l'agricultura estava molt poc avançada pel que fa a la tecnologia, i aquesta tècnica era l'única manera que els pagesos poguessin garantir el pagament d'impostos als nobles i que les famílies poguessin sobreviure a les èpoques de fam.

## En què es diferencia delguaret
Moltes persones confonen aquests dos termes, però la diferència és molt senzilla: el guaret és el terreny que es deixa reposar durant un any o dos perquè es regeneri i recuperi totes les propietats, de manera que la collita torni a ser productiva en aquest terreny. En canvi, en la rotació triennal en cultiu s'utilitza una porció de terra per a cultivar cereals, una altra es deixa en repòs, i a l'última s'hi cultiva qualsevol altre tipus de cultiu (normalment llegums). Aquesta tècnica permet un millor rendiment de la terra i una més gran varietat de productes.

## Avantatges
La rotació triennal té molts avantatges: 
- augmenta la varietat dels productes obtinguts respecte a la rotació biennal, en anar canviant els productes tots els anys
- augmenta la quantitat i la qualitat dels productes que s'obtenen, perquè la terra és més fèrtil en donar-li un any de descans
- la salut dels llauradors pot variar, ja que no tenen emmagatzemat menjar per a dos anys, encara que els inconvenients són molts menys que els avantatges que té la rotació triennal.